# Анновский сельсовет (Амурская область)
А́нновский сельсове́т — упразднённое сельское поселение в Ивановском районе Амурской области.
Административный центр — село Анновка.

## История
16 февраля 2005 года в соответствии с Законом Амурской области № 440-ОЗ муниципальное образование наделено статусом сельского поселения.
Упразднён в январе 2021 года в связи с преобразованием муниципального района в муниципальный округ.

## Население
| 2002 | 2010 | 2011 | 2012 | 2013 | 2014 | 2015 |
| ---- | ---- | ---- | ---- | ---- | ---- | ---- |
| 825  | ↗850 | ↘846 | ↘839 | ↗842 | ↘823 | ↘815 |
| 2016 | 2017 | 2018 |      |      |      |      |
| ↗824 | ↗840 | ↗851 |      |      |      |      |

## Состав сельского поселения
| № | Населённый пункт | Тип населённого пункта       | Население |
| - | ---------------- | ---------------------------- | --------- |
| 1 | Анновка          | село, административный центр | ↗597      |
| 2 | Большеозёрка     | село                         | ↗245      |
| 3 | Вишневка         | село                         | →9        |